# Клюнийская реформа
Клюнийская реформа, Клюнийское движение 910 года — движение за реформу монашеской жизни в Западной церкви в X—XI веке, центром которого было Клюнийское аббатство.

## Предыстория движения
Возникло как протест против падения нравственности монашества и духовенства, против вмешательства светских властей в церковную жизнь. Главное требование Клюнийского движения к жизни монахов — строгое соблюдение устава Бенедикта Нурсийского; особое внимание уделялось длительному и торжественному совершению литургии, строгому соблюдению распорядка молитв. Лидеры Клюнийского движения осуждали симонию, требовали строгого соблюдения целибата духовенством, на практике добивались освобождения монастырей от власти светских сеньоров и епископов. Реформу начал второй аббат Клюни — Одон Клюнийский.

## Создание конгрегации
В ходе Клюнийского движения сложилась клюнийская конгрегация монастырей. Она была строго централизованной и возглавлялась аббатом Клюнийского монастыря, который напрямую подчинялся папе и не зависел от местных церковных властей. Монастыри, принявшие реформу, выводились из-под власти местного епископата и подчинялись Клюнийскому аббатству. Аббат Клюни считался аббатом всех монастырей конгрегации, а для управления повседневными делами аббат Клюни сам назначал настоятелей в монастыри, получавших при этом звание приора. Если в начале XI века насчитывалось около тридцати клюнийских монастырей, то в первой половине XII в. — уже более тысячи. Строго централизованная, с фактически монархическим управлением клюнийская конгрегация, независимая от светских и местных духовных властей, была мощным орудием в руках папства как в укреплении его власти в церкви, так и в борьбе за независимость от светской власти.

## Суть реформы
Основные требования клюнийцев:
- реформирование монастырей,
- введение в них сурового устава, основанного на принципах строгого аскетизма и послушания,
- жёсткий контроль за соблюдением целибата,
- запрещение симонии,
- провозглашение полной независимости реформированных монастырей от какой-либо светской власти и от епископов, непосредственное подчинение их папе.

Клюнийскую реформу поддержал император Генрих III.

## Результаты реформы
Результатом реформы стало образование могущественной конгрегации из сотен монастырей на территории Западной Европы под главенством Клюнийского аббатства, укрепление папской власти и католической церкви. Клюнийская реформа способствовала созданию в монастырях библиотек и скрипториев, а также повышению интеллектуального уровня монахов. Клюнийская реформа стала фундаментом для Григорианской реформы.